# Jastrzębna Pierwsza
Jastrzębna Pierwsza (lit. Jastšembna I) – wieś w Polsce położona w województwie podlaskim, w powiecie augustowskim, w gminie Sztabin.
W latach 1975–1998 miejscowość administracyjnie należała do województwa suwalskiego.
Powstała na początku XX wieku z podziału wsi Jastrzębna na dwie części: Jastrzębną Pierwszą i Jastrzębną Drugą.

## Historia wsi Jastrzębna (do jej podziału)
Jastrzębna położona była na ziemiach należących do króla polskiego w ramach Puszczy Perstuńskiej. Wymieniona została już w dokumentach z 1636 r. jako ostęp Jastrzębny w Puszczy Perstuńskiej. Był to przez ponad dwa wieki sporny teren pomiędzy urzędnikami królewskimi, a rodem Chreptowiczów.
W latach 1685–1715 tą puszczą zarządzali kameduli z klasztoru wigierskiego. Zakonnicy intensywnie rozwijali gospodarkę puszczańską, założyli między innymi osadę zwaną Budą Swiergutowo (lub Świerzbutowo), która była zamieszkała przez robotników leśnych.
W 1715 roku większość Puszczy Perstuńskiej wróciła pod zarząd królewski w ramach królewskiej Ekonomii Grodzieńskiej. Były to czasy Augusta II Sasa, który nadawał Ekonomię w kilkuletnie dzierżawy głównie Sasom. Poszczególne folwarki, wsie i obszary leśne dzierżawili różni dygnitarze sascy, czasem zakładali nowe osady i folwarki. Właśnie w ten sposób powstała wieś i folwark Jastrzębna w miejscu dawnej Budy Świergutowo. Trudno ustalić dokładny czas powstania, Jastrzębna jest notowana od 1744 roku, zatem powstała między 1715 a rokiem 1744.
Jastrzębna, wraz z wsią Hruskie, w ramach dóbr królewskich stanowiła oddzielną dzierżawę, dzierżawioną przez różnych szlachciców. W latach osiemdziesiątych XVIII wieku dzierżawił Jastrzębnę Olzerowicz, następnie Wołkowicki, potem Bouffal i Rohr. Mimo częstych zmian dzierżawców Jastrzębna wyrosła na jedną z większych osad w okolicy.
Według danych z 1789 roku notowano we wsi 52 dymy gruntowe, czyli tyleż samodzielnych gospodarzy, 13 dymów ogrodniczych, czyli uboższych chłopów z mniejszymi nadziałami ziemi, były też 3 rodziny chałupników, w sumie mieszkało we wsi 313 osób. Miejscowy folwark zamieszkiwała na stałe 1 rodzina z 8 osobami. Obok folwarku znajdował się dwór.
Po upadku Rzeczypospolitej Jastrzębna nadal stanowiła dobra rządowe, które były dzierżawione. W pierwszej połowie XIX wieku wieś Jastrzębna stanowiła nadal jedną z największych wsi w tej okolicy. Widać to dokładnie na mapie z tego okresu, gdzie zaznaczono bardzo obszernie zabudowania wsi. Według mapy osadnictwo rozwijało się głównie wokół dawnego folwarku nad rzeczką Jastrzębianką, inaczej niż współcześnie.
W XIX wieku nie było jeszcze podziału wsi na dwie części. W 1827 roku nazwę zapisano jako Jastrzębno, w tym czasie notowano tu 69 domów i 404 mieszkańców, zatem była to już bardzo duża miejscowość.
W latach trzydziestych XIX stulecia dzierżawcą miejscowego folwarku była pani Lubowidzka. Według przekazów gościł w miejscowym dworze emisariusz powstańczy Ignacy Domeyko, przyjaciel Adama Mickiewicza.
W roku 1829 po raz pierwszy wspomina się o szkole parafialnej w tej miejscowości.
Szkoła w następnych latach upadła.
Jastrzębna należała do dóbr rządowych Łabno, z których w 1836 roku wyłączono część wsi i przekazano w zarząd Rosjaninowi Aleksandrowi Swieczynowi, jako majorat, wraz z Jastrzębną. Ten majątek nie mógł był dzielony na mniejsze i przekazywany był spadkobiercom jako całość.
W pobliżu Jastrzębnej w czasie powstania styczniowego, 19 kwietnia 1863, oddział pod dowództwem Józefa Ramotowskiego „Wawra” stoczył bitwę z wojskami rosyjskimi.
W 1864 roku nastąpiły duże zmiany w Jastrzębnej. Ziemia została uwłaszczona między mieszkańców, wieś włączono do gminy Kurjanka, jednak w kilka lat później wydzielono z niej gminę Petropawłowsk (później Lipsk), do której włączono Jastrzębną.
Miejscowy folwark nadal stanowił własność rosyjską i po upadku powstania styczniowego należał do generała Cwikonowa „zasłużonego” w tłumieniu powstania styczniowego. Jednak dostojnicy Rosyjscy, którzy posiadali dobra jastrzębskie, rzadko tu zaglądali i wydzierżawiali je Polakom.
Według opisu wsi z końca XIX wieku (rok 1882) znajdującego się w „Słowniku Geograficznym Królestwa Polskiego i innych ziem Słowiańskich” Jastrzębna to, wieś i folwark, donacya, powiat augustowski, gmina Petropawłowska, parafia Lipsk. Leży na wzgórzach ponad błotami rzeki Biebrzy, na lewo od drogi z Rajgrodu do Lipska, o 10 wiorst od ostatniego a 21 wiorst od Augustowa. Wieś Jastrzębna liczy 100 domów, 760 mieszkańców, folwark zaś 7 domów, 69 mieszkańców.
Na przełomie XIX i XX wieku wieś rozrastała się coraz bardziej i wyodrębniły się wtedy dwie części; Jastrzębna Pierwsza i Druga, zapewne Pierwsza jest miejscem pierwotnego osadnictwa w tej okolicy. W pierwszej połowie XX wieku miejscowy folwark stanowił nadal własność rządową lub rosyjską, przed I wojną światową mieszkał tu niejaki Ejsmond. Po odrodzeniu się Rzeczypospolitej majątek został przejęty przez państwo, nadal był dzierżawiony, ale też stopniowo parcelowany (Kolonia Jastrzębiańskie Drugie).
Początkowo majątek liczył 336 ha i następnie się zmniejszał. Według Księgi Adresowej Polski z 1929 roku dzierżawcą był Zygmunt Bojnowski. Innymi dzierżawcami byli: Podhorodyński, Bogdan Świętkowski i pułkownik Bzowski, przed II wojną dzierżawił go Czesław Wojewnik z Lebiedzina. Wojska radzieckie w czasie wycofywania się w 1941 roku podpaliły budynki gospodarskie. W ten sposób zniszczono ich drewniane konstrukcje i po wojnie rozebrano. Budulec wykorzystano w budowie szkoły w Krasnymborze. Wtedy też majątek uległ parcelacji, a piękny i obszerny drewniany dwór rozebrano. Wcześniej, bo w 1940 roku wgłęb Rosji wywieziono około 20 miejscowych rodzin.
Na przełomie XIX i XX wieku duża wieś Jastrzębna zaczęła się dzielić na dwie mniejsze części zwane Jastrzębna Pierwsza i Druga. Opis z 1882 roku nie wspomina jeszcze podziałów, za to dane z początku XX wieku przekazują informacje o dwóch miejscowościach. W Jastrzębnej Drugiej, według danych z 1921 roku, było 68 domów i 364 mieszkańców, a miejscowość należała do gminy Lipsk. Od 1921 roku istniała tutaj jednoklasowa szkoła powszechna z liczbą 90 uczniów. W dwa lata później przemianowano ją na szkołę dwuklasową, jednak rok później przestała ona funkcjonować. Od 1925 istniała znowu, ale była już jednostką jednoklasową z liczbą 56 uczniów. Istniała przynajmniej do 1930 roku. Uczyli tutaj Józefa Dobrowolska (1925), Aniela Krysowata (1927), od 1926 znowu Dobrowolska.